# HIFI (rete televisiva)
HIFI è canale televisivo canadese in lingua inglese di proprietà di Blue Ant Media. Nonostante sia pubblicizzato come canale focalizzato sulla musica, sull'arte e sul cinema; esso trasmette soprattutto film, commedie, reality show e documentari e serie sull'avventura, sui viaggi ed altro.

## Storia
Nell'agosto 2005 John S. Panikkar ottenne una licenza dalla Commissione Canadese di Telecomunicazi Radio-televisive per il lancio di ArtefactHD, descritto come "un canale nazionale in lingua inglese ad alta definizione focalizzato sulla collezione, che avrebbe celebrato la bellezza e l'estetica di un oggetto. La programmazione includeva anche tour dei musei e delle gallerie aperte al pubblico e un dietro le quinte nel quale si celebravano le architetture uniche e il design, evidenziando la dedicazione e la conoscenza dei collezionisti."
Il canale fu lancianto il 12 marzo 2006 come Treasure HD. Molta della sua programmazione fu acquistata e il suo nome venne dato in licenza da Rainbow Media, la quale aveva già in possesso l'originale Treasure HD trasmesso negli Stati Uniti. Come la controparte americana, il canale aveva come tema principale l'arte. Tra i programmi ricordiamo Secrets of the Exhibit, Art in Progress, Treasure Divers, and Romance in Stone. Quando il canale americano, Treasure HD, chiuse la programmazione nel 2009, il canale canadese iniziò ad includere musica e film nei suoi programmi.
Il canale fu rinominato in HIFI nell'Agosto 2011. Il nuovo canale avrebbe messo più peso sui programmi musicali e di arte, incluso il cinema, con lo slogan music+art, abbandonato poi nel 2016 dopo la scelta da parte del canale di trasmettere programmi di intrattenimento vari. Il 21 dicembre 2011 High Fidelty HDTV, società madre di HIFI, annunciò un accordo di acquisizione da parte di Blue Ant Media.